# Christiane Schwartz
 (octobre 2013).
Si vous disposez d'ouvrages ou d'articles de référence ou si vous connaissez des sites web de qualité traitant du thème abordé ici, merci de compléter l'article en donnant les références utiles à sa vérifiabilité et en les liant à la section « Notes et références ».
Christiane Schwartz est une ingénieure française qui a effectué sa carrière dans le domaine des télécommunications.

## Biographie
Née le 6 juin 1947, ingénieure diplômée de l'École supérieure d'électricité en 1969, docteur de spécialité (3e cycle) en optique quantique en 1973.
Christiane Schwartz a rejoint France Télécom en 1969, au CNET (actuellement Orange Labs ) dans le service “optique non linéaire”, puis au CCETT (Centre Commun d’Études de Télédiffusion et Télécommunications), où elle participe aux travaux sur le Vidéotex et le Télétex - service de courrier électronique à ne pas confondre avec le télétexte, sur lequel elle a également travaillé. Elle contribue à la naissance du Minitel et accompagne son lancement.
À partir de 1981, Christiane Schwartz pilote à la Direction Générale des Télécommunications (DGT) le développement industriel du secteur messagerie/annuaires/multimédia. En 1990, Christiane Schwartz prend des responsabilités au CCETT, dont elle devient Directrice en 1995. En 1999, elle se voit confier la création de la Direction de l’Innovation, chargée des projets « corporate » pour l’ensemble du groupe France Télécom.
Elle a été conseillère spéciale du directeur exécutif responsable de la division R&D, membre du comité consultatif pour le domaine des STIC (CCSTIC) auprès du ministère de la Recherche, membre du conseil d’administration de la filiale de capital risque de France Télécom, du conseil d’administration de l’INRIA, et du conseil d’administration de la FING. Elle a été membre de la chambre d’experts auprès de la commission européenne pour le programme e-Europe. Elle est nommée Présidente du pôle de compétitivité Images et Réseaux, poste qu'elle quitte en 2008.